# Desert de Mojave

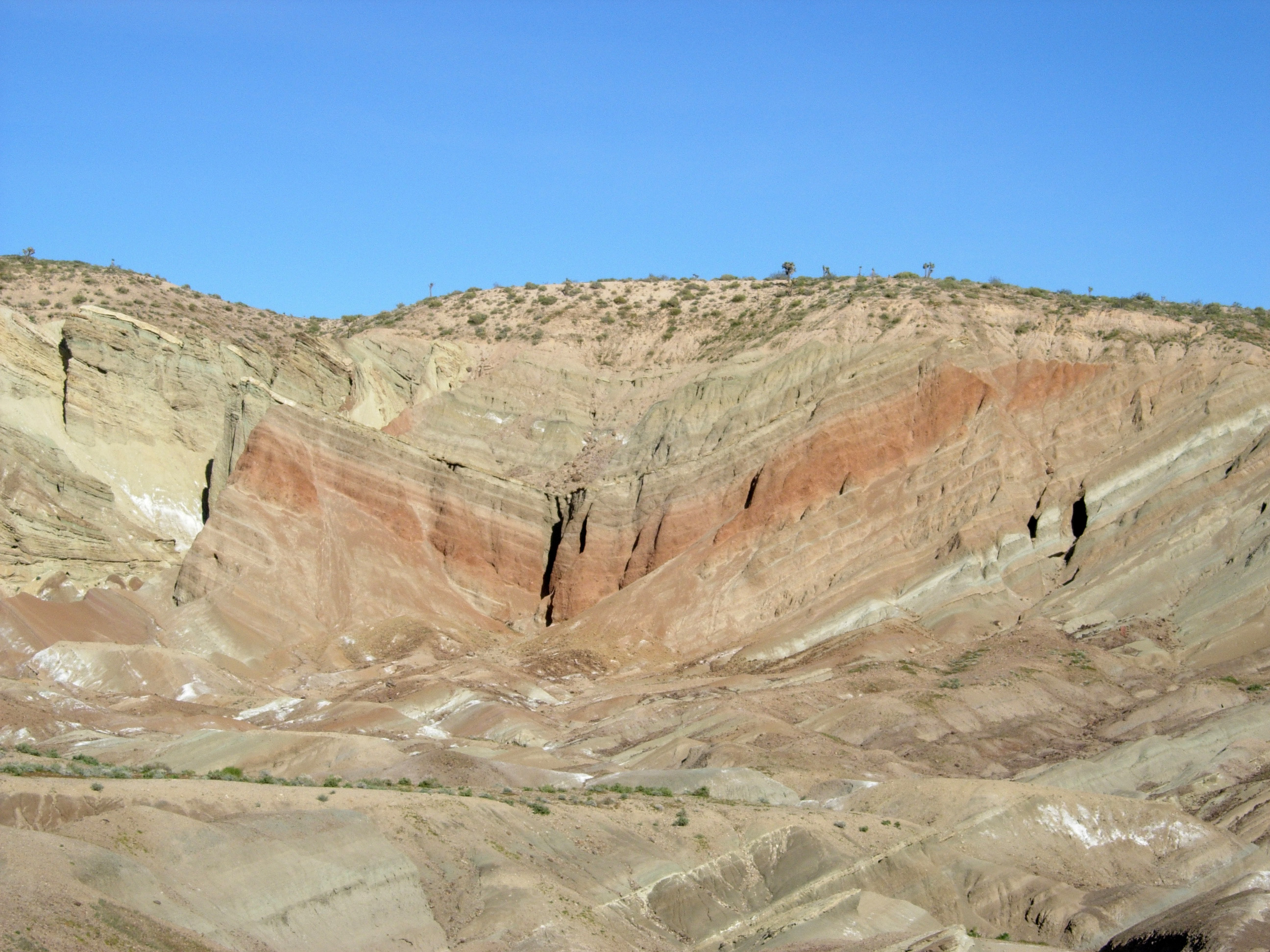
Conca de Rainbow al Desert del Mojave

El Desert de Mojave (que es pronuncia /məˈhɑːvi/), o Desert de Mohave conegut com a Mojave Desert en anglès i Hayikwiir Mat'aar en llengua mohave, i conegut localment com l'Alt Desert, ocupa una porció gran del sud de Califòrnia i petites porcions del sud-oest de Utah, el sud de Nevada i el nord-oest d'Arizona, als Estats Units. El seu nom fa referència a les tribus mohave que hi habitaven.
Les fronteres del Desert del Mojave són definides per la presència dels arbres de Josuè (Joshua Tree), una espècie indicadora del desert. Les fronteres topogràfiques són les serralades de Tehachapi, San Gabriel i San Bernardino. Les fronteres muntanyoses són emmarcades per les dues falles més grans de Califòrnia, la falla de San Andrés i la falla de Garlock. La Gran Conca és al nord del Desert, i el Desert de Sonora al sud.

## Clima
El desert de Mojave rep menys de 250 litres de pluja l'any i la seva altitud generalment es troba entre els 1.000 i els 2.000 m. Dins del desert de Mojave hi ha però el Parc Nacional de la Vall de la Mort (Death Valley National Park) que és el punt més baix i més càlid de Nord-amèrica on la temperatura normalment supera els 50 °C a partir de finals de juliol i a principi d'agost. Malgrat la seva aridesa a Mojave (i particularment a la vall Antelope) dins del seu sud-oest és un centre de producció d'alfals irrigat amb aigua del subsòl i des del segle xx amb aigua portada per l'aqüeducte de Califòrnia.
A l'hivern les temperatures baixen fins –7 °C a les valls i per sota de –18 °C als altiplans. Les tempestes provenen del nord-oest del Pacífic i poden portar pluja o neu encara que la situació habitual és que l'ombra pluviomètrica de la Sierra Nevada i altres muntanyes com les Springs facin que només hi hagi nuvolositat i vent. A l'hivern la temperatura pot arribar a 27 °C durant llargs períodes.
A la primavera les pluges s'estenen més i són més freqüents després d'abril. Cap a principi de juny és difícil que impactin les pluges del Pacífic i cap a mitjans de maig les temperatures es troben per sobre dels 32 °C i amb freqüència per sobre de 38 °C.

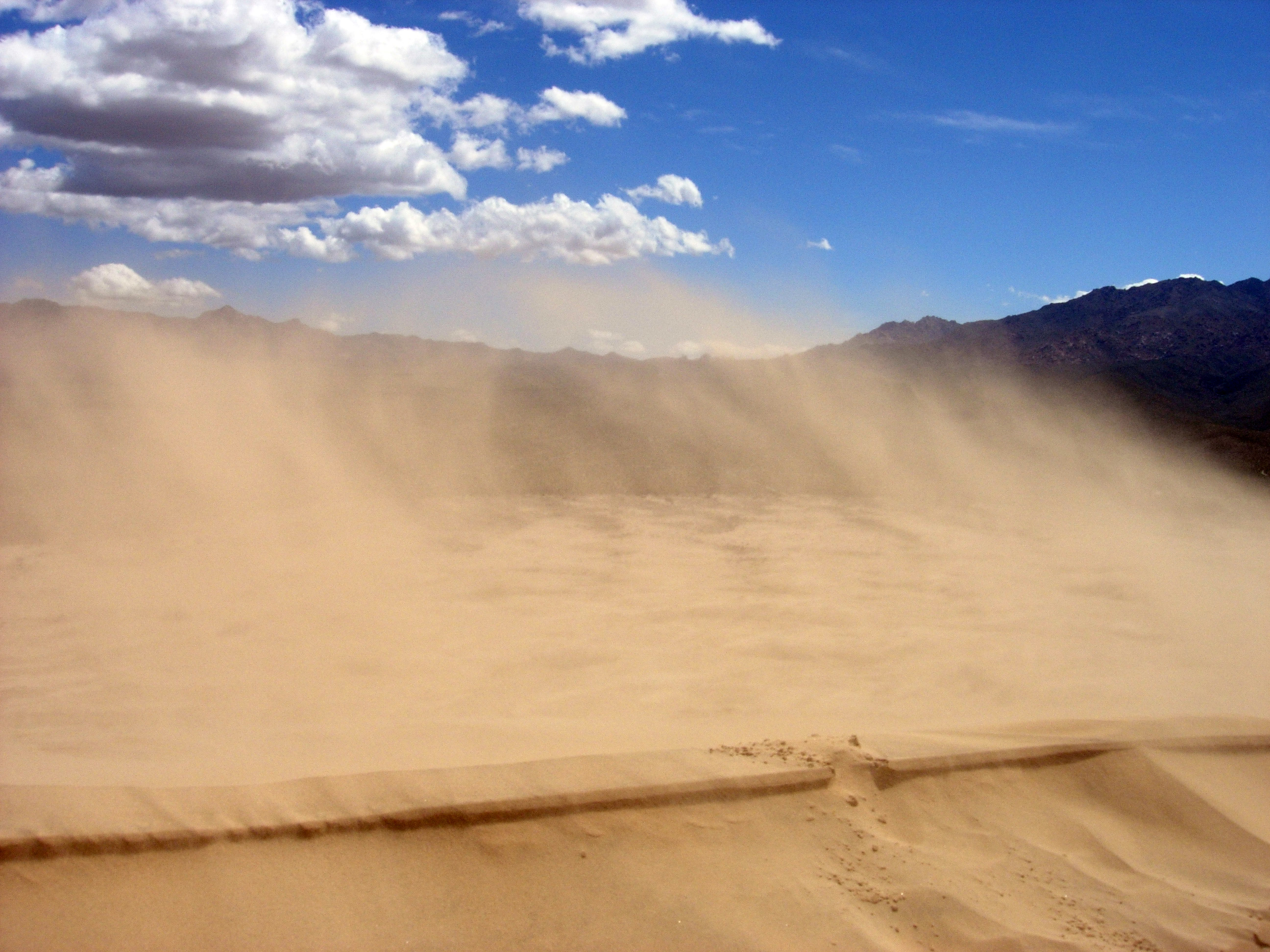
Tempesta de sorra a Kelso Dunes

A l'estiu el temps està dominat per la calor que pot superar els 50 °C i la presència del Monsó nord-americà. les condicions de baixa humitat, alta temperatura i baixa pressió dibuixen una baixa pressió des del Golf de Mèxic i creen tempestes al sud-oest del desert de mitjans de juny a principi de setembre. Però Mojave no rep tanta pluja com el desert de Sonora.
La tardor és en general plàcida, amb un o dos sistemes de tempestes del Pacífic. Octubre és un dels mesos més sec i assolellat i les temperatures es mouen entre 21 i 32 °C a les valls
El vent és molt significatiu al desert de Mojave.
L'altitud és un factor important el punt més alt de Mojave és a 3.633 m, en canvi Badwater a la Vall de la Mort està a 86 m per sota del nivell del mar.